# Philipp von Lützelburg
Philipp von Luetzelburg (Landsberg am Lech, 1880 — Weilheim in Oberbayern, 1948) foi um engenheiro, botânico, fitogeógrafo e explorador alemão que realizou extensas explorações botânicas no Nordeste do Brasil contratado pela Inspetoria Federal de Obras contra as Secas (atual Dnocs). 

## Carreira

### Algumas publicações
- 1942. Zur Geschichte der Kariben (A história do Caribe)
- 1909. Beiträge zur Kenntnis der Utricularien (As contribuições ao conhecimento de Utricularias). Tese. 68 pp.
- hans Kinzl, philipp von Luetzelburg. Die künstliche Bewässerung in Peru (A irrigação artificial no Peru) 24 pp.
- 1928. Über zwei terpenführende Lauraceen Nordbrasiliens (Em volta das Lauráceas do norte do Brasil). 10 pp.
- 1937. Estudo Botânico do Nordeste. Vol. 3, Publicação n° 57. 130 pp. (reeditado em 1980 pela Fundação Guimarães Duque, Escola Superior de Agricultura de Mossoró, CNPq)
- 1941. Amazonien als organischer Lebensraum: zur Erinnerung an die 400jährige Wiederkehr der Entdeckung des Amazonas ; mit 6 Abbildungen (Amazônia como um habitat orgânico: em memória aos 400 anos da descoberta do Amazonas, com 6 imagens). Ed. Ferd. Dümmler. 33 pp.

### Epônimos

#### Género
- (Leguminosae) Luetzelburgia Harms[3]

#### Espécies
- (Adiantaceae) Adiantopsis luetzelburgii Rosenst.[4]
- (Apocynaceae) Dipladenia luetzelburgii H.Ross & Markgr.[5]
- (Asteraceae) Calea luetzelburgii Suess.[6]
- (Burmanniaceae) Thismia luetzelburgii K.I.Goebel & Sussenguth[7]
- (Cactaceae) Cephalocereus luetzelburgii (Vaupel) Borg[8]
- (Caesalpiniaceae) Copaifera luetzelburgii Harms[9]
- (Cochlospermaceae) Cochlospermum luetzelburgii Pilg.[10]
- (Convolvulaceae) Evolvulus luetzelburgii Helwig[11]
- (Cyclanthaceae) Asplundia luetzelburgii Harling[12]
- (Ericaceae) Gaultheria × luetzelburgii Sleumer[13]
- (Eriocaulaceae) Paepalanthus luetzelburgii Herzog[14]
- (Euphorbiaceae) Croton luetzelburgii Pax & K.Hoffm.[15]
- (Flacourtiaceae) Casearia luetzelburgii Sleumer[16]
- (Grammitidaceae) Xiphopteris luetzelburgii (Rosenst.) Brade[17]
- (Isoetaceae) Isoetes luetzelburgii U.Weber in Luetzelb.[18]
- (Lamiaceae) Eriope luetzelburgii Harley[19]
- (Lauraceae) Aiouea luetzelburgii Mez[20]
- (Leguminosae) Calliandra luetzelburgii Harms[21]
- (Lentibulariaceae) Utricularia luetzelburgii Merl ex Luetzelb.[22]
- (Lycopodiaceae) Lycopodium luetzelburgii Rosenst.[23]
- (Malpighiaceae) Byrsonima luetzelburgii Steyerm.[24]
- (Malvaceae) Sida luetzelburgii Ulbr.[25]
- (Melastomataceae) Chaetostoma luetzelburgii Markgr.[26]
- (Mimosaceae) Calliandra luetzelburgii Harms[27]
- (Myrtaceae) Calyptranthes luetzelburgii Burret ex Luetzelb.[28]
- (Orchidaceae) Pelexia luetzelburgii Schltr.[29]
- (Oxalidaceae) Biophytum luetzelburgii Suess.[30]
- (Passifloraceae) Passiflora luetzelburgii Harms[31]
- (Poaceae) Chloris luetzelburgii Hitchc.[32]
- (Polypodiaceae) Polypodium luetzelburgii Rosenst.[33]
- (Schizaeaceae) Anemia luetzelburgii Rosenst.[34]
- (Solanaceae) Melananthus luetzelburgii Suess. & Beyerle[35]
- (Turneraceae) Turnera luetzelburgii Sleumer[36]
- (Velloziaceae) Nanuza luetzelburgii R.J.V.Alves[37]
- (Xyridaceae) Xyris luetzelburgii Malme[38]

## Ligações externss
- Abreviatura oficial e lista de nomes de plantas e fungos atribuídos a Philipp von Lützelburg no The International Plant Names Index (IPNI) (em inglês).